# 重原陣屋

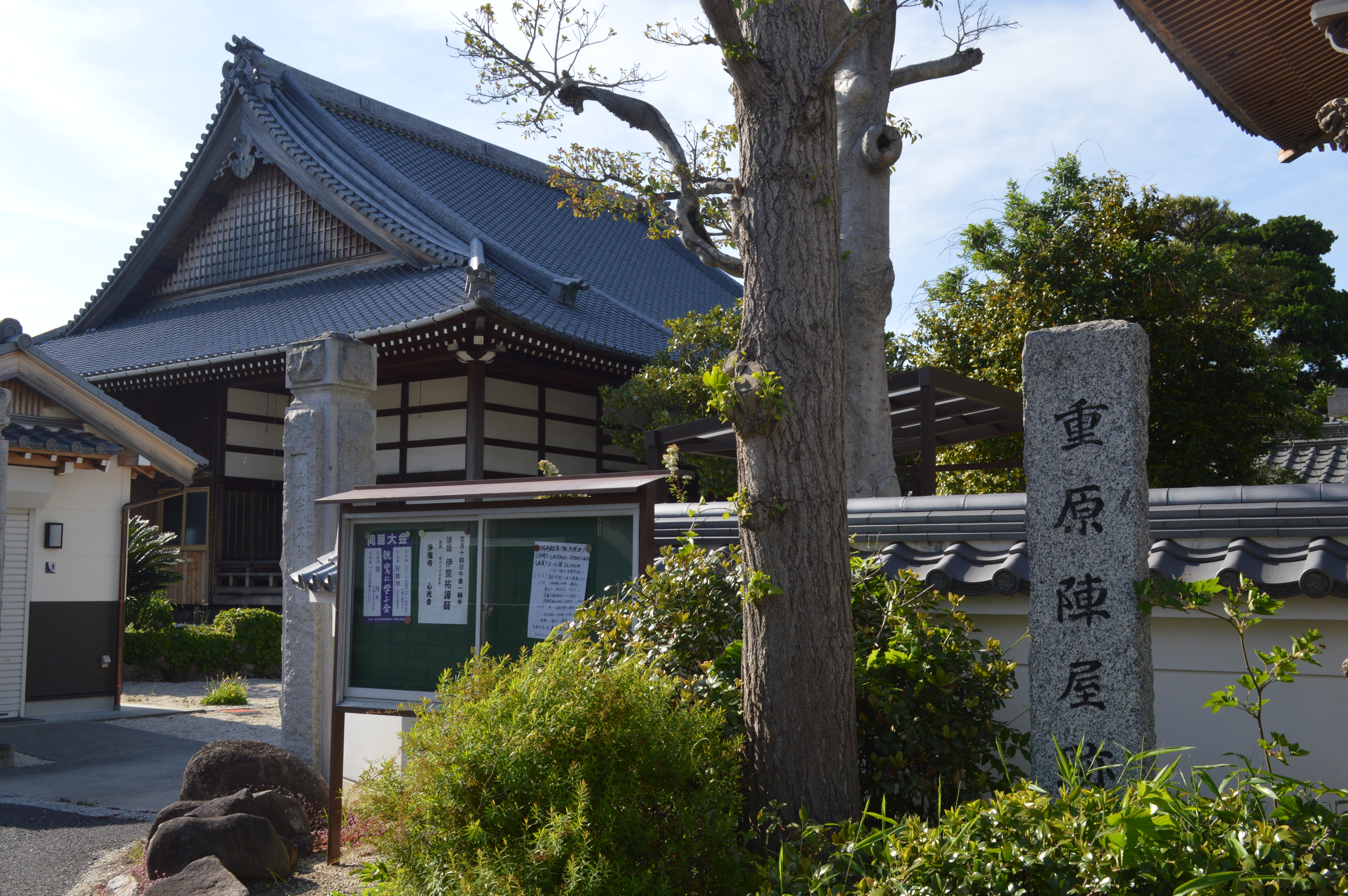
浄福寺と重原陣屋跡の石碑

重原陣屋（しげはらじんや）は、江戸時代に三河国碧海郡下重原村にあった陣屋。現在の愛知県刈谷市重原本町1丁目にあった。

## 歴史
寛政4年（1792年）、陸奥国福島藩の板倉勝長が三河国1万石の所領を得て、碧海郡下重原村に陣屋を築いた。明治元年（1869年）、板倉勝達は重原藩2万石を与えられ、陣屋を藩庁とした。明治3年（1871年）に廃藩置県により廃止になった。

## 立地
重原陣屋は現在のあいち中央農業協同組合重原支店や刈谷市重原市民館付近に存在した。

## 文化財
近くの浄福寺の脇に、重原陣屋跡の石碑と福島藩を示す「従是東福島領」の石碑が建てられており、刈谷市指定史跡となっている。
重原陣屋の門は刈谷市半城土町にある願行寺の山門として移築され、刈谷市指定有形文化財となっている。十応寺にも重原陣屋の玄関が移築されている。